# Stokî, Peremîșleanî
Stokî (în ucraineană Стоки) este un sat în comuna Strilkî din raionul Peremîșleanî, regiunea Liov, Ucraina.

## Demografie
Componența lingvistică a localității Stokî
     Ucraineană (100%)
Conform recensământului din 2001, toată populația localității Stokî era vorbitoare de ucraineană (100%).